# Eustala semifoliata
Eustala semifoliata är en spindelart som först beskrevs av O. Pickard-Cambridge 1899.  Eustala semifoliata ingår i släktet Eustala och familjen hjulspindlar. Inga underarter finns listade i Catalogue of Life.